# Anas ibn Nadhar
 (novembre 2020).
Anas ibn Nadhar ( arabe : ﺍﻧﺲ ﺑﻦ ﻧﻀﺮ) était l'un des compagnons du prophète de l'Islam Mahomet. Il appartenait à la tribu Banu Khazraj et était l'oncle d'Anas ibn Malik. 
Il a combattu les polythéistes dans la bataille d'Uhud jusqu'à ce qu'il soit martyrisé. Son corps a été retrouvé avec plus de quatre-vingts blessures d'épées et de flèches. Seule sa sœur pouvait reconnaître son corps,,.